# Абантіади

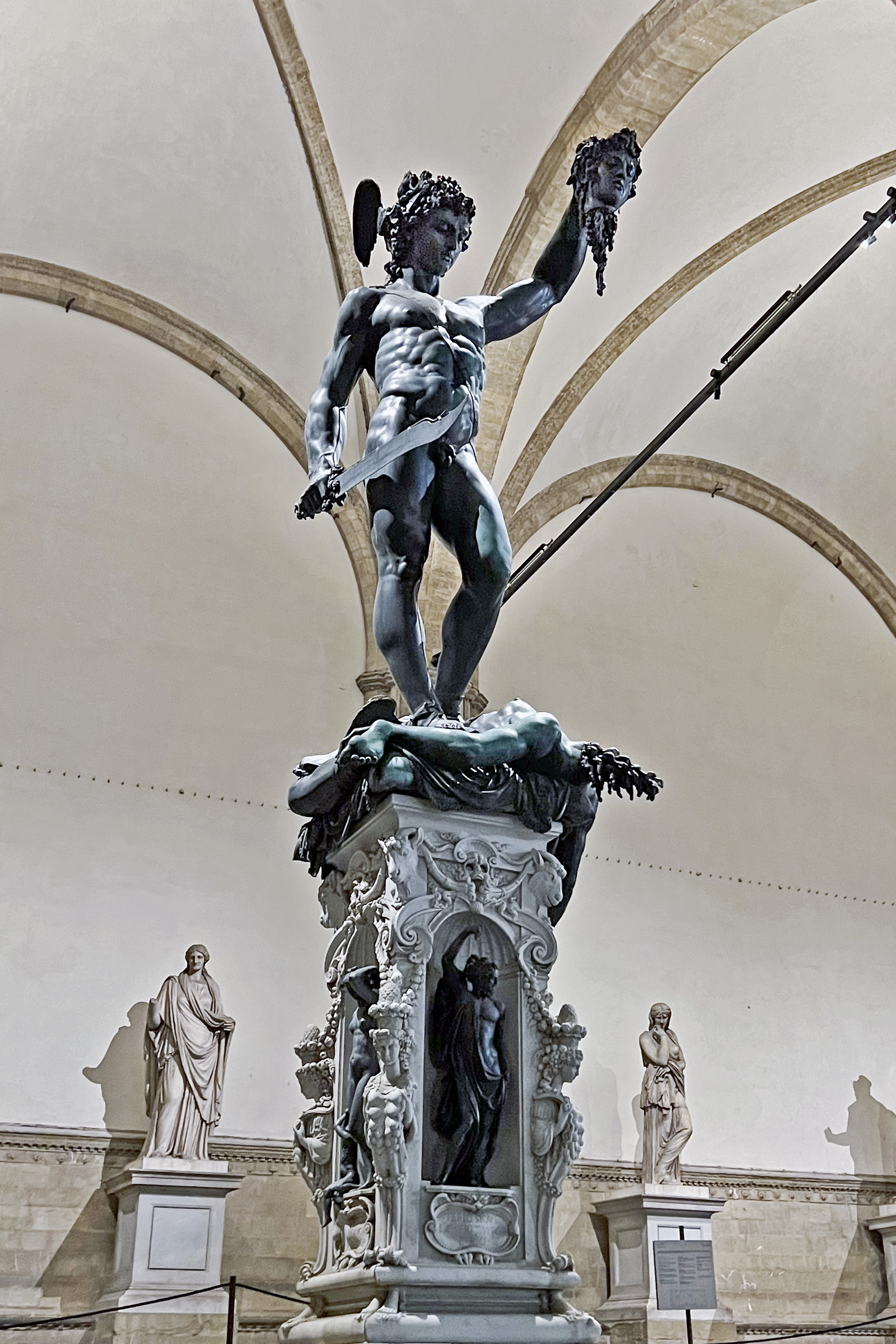
Персей, представник абантіадів

Абантіади (дав.-гр. Ἀβαντιάς, Abantiădes) — у давньогрецькій міфології нащадки Абанта, царя Аргоса. До абантіадів належав Персей, який убив Горгону Медузу.

## Міфологічне древо
Абант був одружений з Аглаєю, донькою Мантінея, яка народила йому двох синів-близнюків: Акрісія і Прета. Після смерті батька абантиди поділили царство. Через Акрісія Абант став дідом Данаї та прадідом Персея. Гігін називає його батьком ще й Ідмона — віщуна, учасника походу аргонавтів (згідно з основною версією міфу, це син Аполлона); в Аполлодора Афінського згадується донька Абанта Ідомена (дружина Аміфаона та матір ще одного віщуна, Мелампода); в автора схолій до трагедій Евріпіда — Канеф і Халкодон.